# Dextrarius

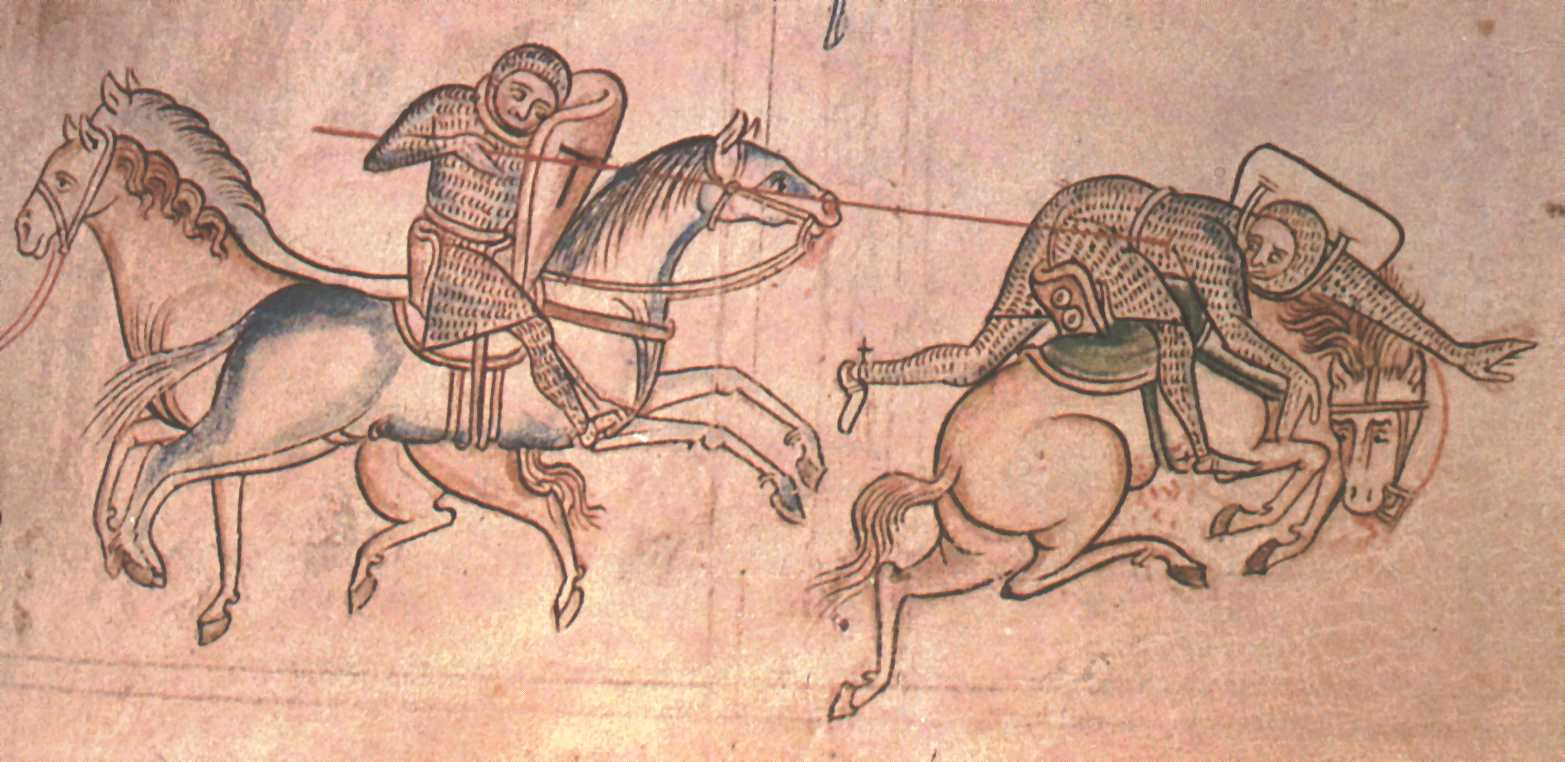
Dosiadający dextrariusa Richard Marshal, wysadza z siodła przeciwnika, Baldwina de Guînes, w potyczce przed bitwą pod Monmouth 25 listopada 1233 roku.

Dextrarius (lub destrier) – typ konia kopijniczego używanego przez rycerstwo w średniowieczu zarówno do bitew, jak i gonitw.
Nazwa wywodzi się z łaciny i oznacza „prawostronny”, co może się wywodzić z faktu, iż zwykle był prowadzony przez giermka po prawej stronie lub prawą ręką.
Choć bardzo skuteczne, dextrarii nie były zbyt popularne – mniej zasobne rycerstwo dosiadało zwykle podjezdków.